# Ross Noble
Ross Markham Noble (født 5. juni 1976) er en engelsk standupkomiker og skuespiller. Noble fik sit brede gennembrud via optrædener i britisk tv, særligt interviews og panelswhos som Have I Got News for You. Han har også udgivet flere DVD'er med optagelser fra sine turnéer.
I 2007 blev han stmt ind som den 10. bedste standup-komiker på Channel 4's 100 Greatest Stand-Ups og i 2010 var han igen på listen som nummer 11.
I 2012 havde Noble sin filmdebut i fantasy-komediegyseren Stitches. I 2015 fik han debut i musicalen The Producers og i 2018 blev han nomineret til en Laurence Olivier Award for sin rolle i Young Frankenstein i West End.

## Turneer
Noble har gennemført følgende turnéer.
- Laser Boy (1999)
- Chickenmaster (2000)
- Slackers' Playtime (2001–2002)
- Sonic Waffle (2002–2003)
- Unrealtime (2003–2004)
- Noodlemeister (2004–2005)
- Randomist (2005–2006)
- Fizzy Logic (2006–2007)
- Nobleism (2007)
- Headspace Cowboy (2008–2009) (Australian tour only)
- Things (2009–2010)
- Nonsensory Overload (2010–2012)
- Mindblender (2012–2013)
- Tangentleman (2014–2015)
- Brain Dump (2016–2017)
- El Hablador (2018)
- Humournoid - Australian Tour (2020)
- Humournoid - UK Tour (2021)